# Lillagärde naturreservat
Lillagärde är ett naturreservat i Ronneby kommun i Blekinge län.
Området är naturskyddat sedan 1987 och har en areal på 14 hektar. Det är beläget norr om Bräkne-Hoby i Bräkneåns dalgång. Merparten av naturreservatet ligger på gamla betesmarker och några mindre områden har använts för slåtter.

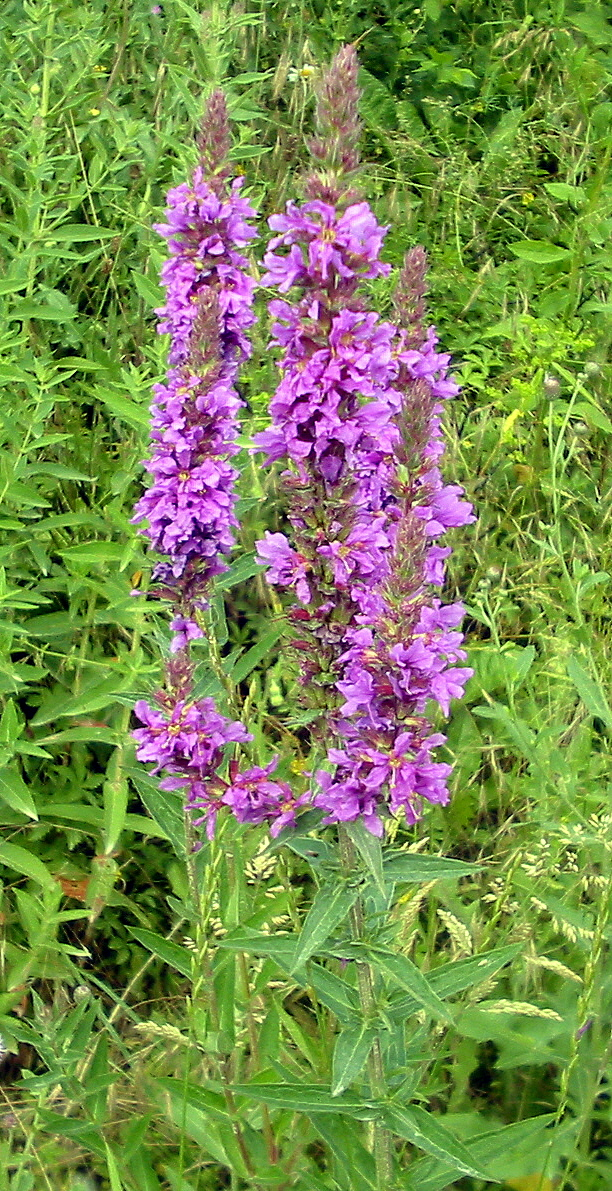
Fackelblomster

I detta naturreservat finns nu ädellövsskogar och blandskogspartier. De dominerande trädslagen är bok, al och hassel. Ner mot bäckravinen finns en rik flora. Där kan man finna tibast, olvon, myskmadra, lungört, mindre häxört, safsa, hampflockel, fackelblomster, älgört och kärrsilja. Hela området har en varierande natur vilket ger förutsättning för ett rikt fågelliv.
Naturreservatets östra gräns går mitt i Bräkneån, ett värdefullt vattendrag där både tjockskalig målarmussla och flodpärlmussla förekommer. Dessa båda är rödlistade.
Naturreservatet ingår i EU:s ekologiska nätverk, Natura 2000.